# Kurigalzu I
Kurigalzu I va ser un rei cassita de Babilònia, d'una part d'Accàdia, del País de la Mar i de Khana. Va succeir a Kadaixmankharbe, probablement el seu pare, al començament del segle xiv aC, segons diu la Llista dels reis de Babilònia.
Va seguir la política del seu pare lluitant contra les tribus nòmades semites dels suteus que amenaçaven les seves fronteres. Va acabar la construcció de la nova capital anomenada Dur-Kurigalzu, una mica a l'oest de la moderna Bagdad, a la que va donar el seu nom (Ciutat de Kurigalzu). Va estar en bones relacions amb Egipte, i una filla seva es va casar amb Amenofis III.
El va succeir el seu fill (o potser germà) Kadaixman-Enlil I.